# Fingolfin
Fingolfin este un caracter ficțional din Pământul de Mijloc, univers creat de J.R.R. Tolkien. 